# Brusnew-Insel
Die Brusnew-Insel (russisch Остров Бруснева) ist eine unbewohnte russische Insel in der Laptewsee. Administrativ gehört sie zum Bulunski ulus der autonomen Republik Sacha.

## Geographie
Die Insel liegt zentral in der Tiksibucht im Westen des Buor-Chaja-Golfs. Sie ist 2,1 km lang und bis zu 1,2 km breit. Ihr höchster Punkt liegt 26 Meter über dem Meeresspiegel. In nordwestlicher Richtung ist die Insel über einen schmalen unterseeischen Rücken mit dem 4 km entfernten Festland in Höhe des Flughafens von Tiksi verbunden. Der für die Lenaschifffahrt und den nördlichen Seeweg wichtige Hafen von Tiksi, dem Verwaltungszentrum des Bulunski ulus, befindet sich 5 km westlich. Die 5 km nördlich der Brusnew-Insel liegende Bykowski-Halbinsel trennt die Tiksibucht vom Nejelow-Golf, in den die Protoka Bykowskaja, der für die Schifffahrt wichtigste Arm der Lena  mündet.

## Klima
Die Insel befindet sich in der Polartundrazone der Klimaklassifikation nach Köppen-Geiger. Es treten große saisonale Temperaturschwankungen auf, und das die Insel umgebende Meer ist durchschnittlich von Mitte Oktober bis Mitte Juni gefroren. Die Polarnacht dauert von Mitte November bis Ende Januar und hat eine Länge von 70 Tagen.

## Geschichte
Die Insel ist nach Michail Iwanowitsch Brusnew (1864–1937) benannt, einem russischen Revolutionär, der während seiner zehnjährigen Verbannung nach Sibirien an der Russischen Polarexpedition von 1900 bis 1903 teilnahm. Die von Eduard von Toll geleitete Expedition lag 1902 mit ihren zwei Schiffen Sarja und Lena im Windschatten der Brusnew-Insel. Die Sarja war so stark beschädigt, dass sie den Liegeplatz nicht mehr verlassen konnte und Kapitän Fjodor Mattisen sie 1903 aufgeben musste. 1968 wurde vom Radiometeorologischen Zentrum in Tiksi ein Denkmal für Brusnew am Weststrand der nach ihm benannten Insel errichtet.
An der Küste der Brusnew-Insel steht ein 10 m hoher hölzerner Leuchtturm, dessen im Abstand von 8 Sekunden abgegebene weiße Lichtblitze 8 Seemeilen weit zu sehen sind. An der Nordspitze befindet sich ein Schiffsfriedhof aus sowjetischer Zeit. Hier liegen die Wracks von fünf Dampfschleppern, einem Frachtschiff und zwei Flugzeugen.